# Carmelo Bernaola
Carmelo Alonso Bernaola (født 16. juli 1929 i Otxandio, død 5. juni 2002 i Madrid, Spanien) var en komponist, klarinettist, dirigent, rektor og lærer.
Bernaola studerede komposition på Det kongelige Musikkonservatorium i Madrid, og senere i Rom hos Goffredo Petrassi. studerede
også direktion i Rom hos Sergiu Celibidache, og i Darmstadt hos Bruno Walter. Han deltog også i kompostions kurser hos André Jolivet og Alexandre Tansman i Santiago de Compostela. Bernaola har skrevet 3 symfonier, orkesterværker, kammermusik, teatermusik, instrumentalværker, vokalmusik, filmmusik, musik til tv og radio. Han var rektor og underviste i komposition på Jesús Guridi Musikskole i Vitoria.

## Udvalgte værker
- Symfoni nr. 1 (1974) - for orkester
- Symfoni nr. 2 (1980) - for orkester
- Symfoni nr. 3 (1990) - for orkester
- Polyfont (1969) - for orkester